# 2128 Wetherill
2128 Wetherill (1973 SB) là một tiểu hành tinh vành đai chính được phát hiện ngày 16 tháng 9 năm 1973 bởi E. F. Helin ở Đài thiên văn Palomar.